# کامیل دو لوکل

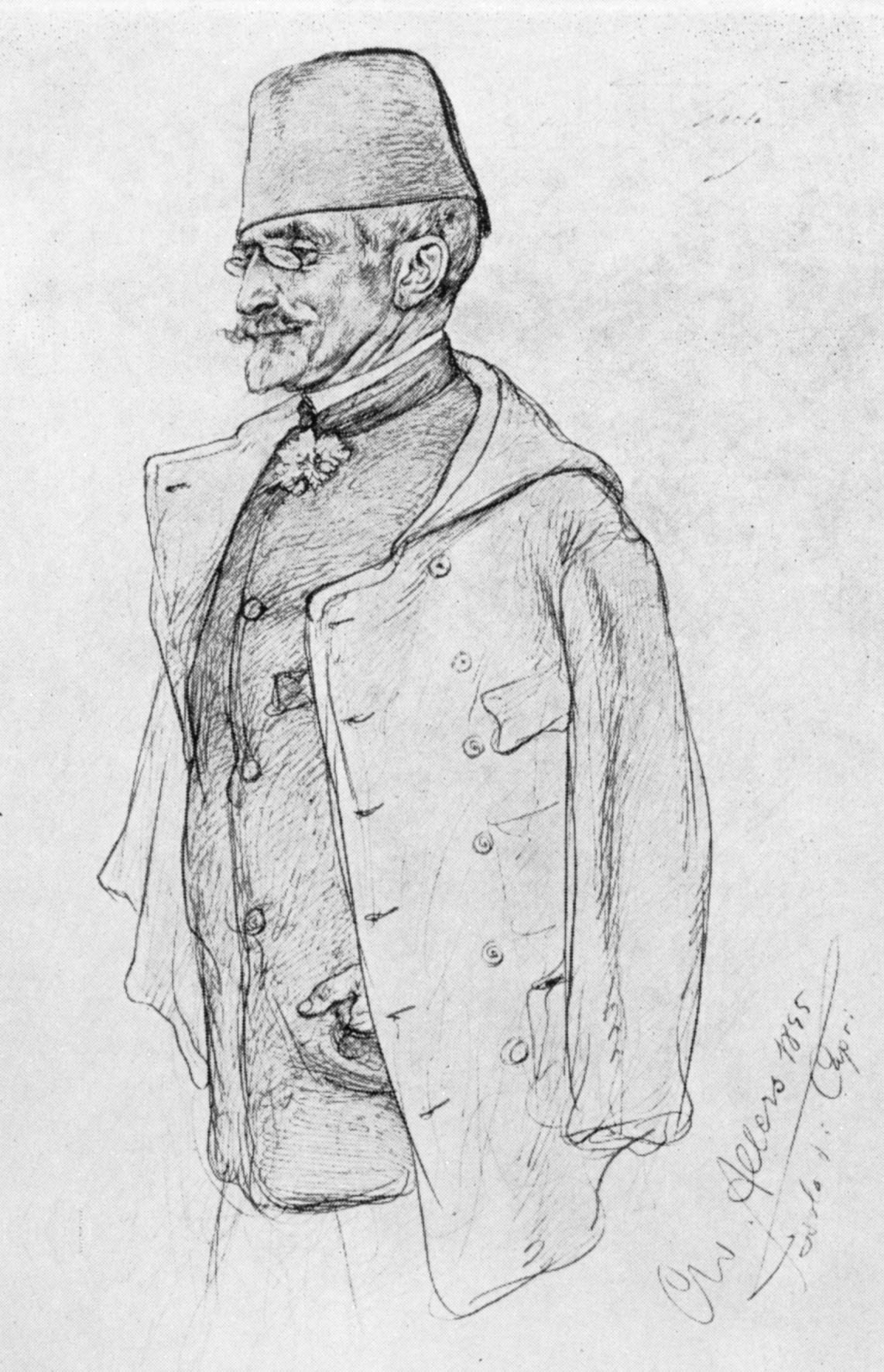
کامیل دو لوکل (1895)

کامیل دو لوکل (به فرانسوی: Camille du Locle؛ ‏۱۶ ژوئیه ۱۸۳۲ – ۱۹ فوریه ۱۹۰۳) نمایشنامه‌نویس و مدیر اپرای فرانسوی بود که بیشتر به خاطر همکاری‌هایش با جوزپه وردی در اپراهایی همچون «دون کارلوس» و «آیدا» شناخته می‌شود.

## زندگی‌نامه
کامیل دو لوکل در ۱۶ ژوئیه ۱۸۳۲ در اورلئان فرانسه متولد شد. [منبع: آرشیو ملی فرانسه] او در خانواده‌ای هنرمند رشد کرد و از کودکی به تئاتر و موسیقی علاقه‌مند بود. 
دو لوکل در جوانی به پاریس رفت و به عنوان نمایشنامه‌نویس و منتقد هنری فعالیت خود را آغاز کرد. او با بسیاری از هنرمندان و نویسندگان برجسته آن زمان آشنا شد و به تدریج جایگاه خود را در محافل هنری پاریس تثبیت کرد.
او در سال ۱۸۶۲ به عنوان مدیر تئاتر اپرا کمیک پاریس منصوب شد و تا سال ۱۸۷۰ در این سمت باقی ماند.  در این دوره، او با جوزپه وردی آشنا شد و همکاری‌های هنری آن‌ها آغاز شد. 
دو لوکل پس از کناره‌گیری از مدیریت اپرا کمیک، به نوشتن نمایشنامه و لیبرتو اپرا ادامه داد. او در ۱۹ فوریه ۱۹۰۳ در پاریس درگذشت.

## همکاری با جوزپه وردی
کامیل دو لوکل بیشتر به خاطر همکاری‌هایش با جوزپه وردی در اپراهای «دون کارلوس» و «آیدا» شناخته می‌شود. او در نوشتن لیبرتو این اپراها نقش مهمی ایفا کرد و به وردی در خلق شخصیت‌های دراماتیک و صحنه‌های تأثیرگذار کمک کرد. [منبع: کتاب "وردى اپراهايش" نوشته جوليان بودن]
دون کارلوس: دو لوکل به همراه ژوزف مری، لیبرتو اپرای «دون کارلوس» را بر اساس نمایشنامه فردریش شیلر نوشت. این اپرا که در سال ۱۸۶۷ در پاریس به روی صحنه رفت، یکی از شاهکارهای وردی محسوب می‌شود. 
آیدا: دو لوکل مسئولیت نوشتن لیبرتو اپرای «آیدا» را بر عهده داشت. او با الهام از طرحی از آگوست ماریت، داستان عاشقانه و دراماتیک این اپرا را خلق کرد. «آیدا» که در سال ۱۸۷۱ در قاهره اجرا شد، با استقبال گسترده‌ای روبه‌رو شد و به یکی از محبوب‌ترین اپراهای جهان تبدیل شد. 
کامیل دو لوکل به عنوان یکی از لیبرتو نویسان برجسته قرن نوزدهم شناخته می‌شود. همکاری‌های او با جوزپه وردی، منجر به خلق دو اپرای ماندگار در تاریخ موسیقی شد. 